# 東京チカラめし
東京チカラめし（とうきょうチカラめし）は、SANKO MARKETING FOODSが運営する牛丼チェーン。

## 概要
三光マーケティングフーズの新規事業として、2011年6月9日に東京都豊島区西池袋で1号店（池袋西口店）を開店した。1975年（昭和50年）開業の「三光亭」は当初は定食屋であった。店舗の運営ノウハウなどは、同業の松屋フーズを参考にしている。店舗は、本業の居酒屋店舗と同じく主要駅などに集中出店している。
2012年6月末までに50店を出店する計画で、同社の今後の主力業態に据えると報じられた。2011年11月に社長が「2012年6月末までに100店を超え、2012年には年間300店を開店させる。チカラめしのみで1000店舗以上展開する」と述べている。2012年9月11日に開店した東京都世田谷区の梅ヶ丘店で、累計100店舗となる。
のちに閉店が増え、関西地区は出店後半年ほどで閉店した店もある。
2013年6月からこれまでの24時間営業の方針を見直し、深夜帯営業を休止した。繁華街の店舗も同様である。同年に入って調理スタッフの人手不足から24時間営業が困難となった、急激すぎる店舗の拡大からスタッフの教育が足りず少数の調理スタッフに負荷が集中し、牛肉を焼く作業に練習が必要で教育不足であった。肉を焼く時間がかかり、回転率を高めるのが難しい構造であった。
2014年にブーム後の利益減少により、直営店のうち20店舗を「野郎ラーメン」を運営する株式会社フードリヴァンプ、63店舗を株式会社チカラめし、それぞれへ分割して関東地区でカラオケ店や飲食店を経営するマックグループのユウシンへ譲渡した。ラーメン店は価格競争が緩くオペレーションが単純であることから、フードリヴァンプの店舗は野郎ラーメン、ユウシンの店舗は「壱角家」、それぞれへ急速に転換した。2015年5月までに株式会社チカラめしが運営する店舗は消滅し、株式会社チカラめしも2015年7月に株式会社イー・ダイニングへ社名変更した。
2021年1月時点で東京都と大阪府にそれぞれ2店舗・千葉県に1店舗と計5店舗を展開していたが半蔵門店が同年4月17日に閉店し、寺田町店が新型コロナウイルスの影響で同年4月30日まで休業となった後再開することなく閉店し、都内東京唯一の新宿西口店が2022年8月29日に閉店し、大阪府および千葉県にそれぞれ1店舗の計2店舗となっている。2021年4月14日に総務省内で「極みチカラめし」名義で出店し、ほかに香港へ進出した。
2023年11月4日に千葉県の新鎌ヶ谷店を閉店し、国内は残り1店舗となった。新鎌ヶ谷店の閉店により直営店は全て閉店となった。
2024年5月7日に千代田区の九段第二合同庁舎内に出店し、2年ぶりに東京都内に再進出した。

## 沿革
- 2011年（平成23年）
  - 6月9日 - 1号店（池袋西口店）オープン。
- 2013年（平成25年）
  - 2月17日 - 初フランチャイズ（FC）店舗の[要出典]阪神尼崎店（兵庫県）オープン（同年10月末、十三店と共に閉店）。
- 2014年（平成26年）
  - 2月4日 - 勝どき店（東京都）を派生店舗「定食チカラめし」へ転換し、リニューアルオープン。
  - 4月1日 - 消費税率8%への引き上げによる、初のメニュー改定を実施。
  - 6月2日 - 全88店舗中不採算63店舗の運営を、新設会社である株式会社チカラめしに移管。同日、チカラめしの全株式を株式会社マック他2社に譲渡。
- 2019年（平成31年/令和元年）
  - 1月11日 - 寺田町店（大阪府）がオープンし、全8店舗となる[20]。
  - 10月5日 - 柏西口店（千葉県）が閉店し、再び全7店舗となる。
- 2020年（令和2年）
  - 9月17日 - 海浜幕張店（千葉県）が閉店し、全6店舗となる。
  - 10月30日 - 1号店である池袋西口店が閉店し、全5店舗となる。
- 2021年（令和3年）
  - 4月17日 - 半蔵門店（東京都）が閉店し、全4店舗となる。
  - 4月30日 - 休業中だった寺田町店が閉店し、全3店舗となる。
- 2022年（令和4年）
  - 8月29日 - 新宿西口1号店（東京都）が閉店し、全2店舗となる。また東京都からは完全撤退となった。
  - 10月頃 - この時期よりゴーストレストランとしてウーバーイーツ等のデリバリーやテイクアウトを専門とするライセンス締結店が現れる
- 2023年（令和5年）
  - 11月4日 - 最後の直営店である新鎌ヶ谷店（千葉県）が閉店し、のこり1実店舗となる。また、東日本からはゴーストレストラン除き完全撤退となる[16]。
- 2024年（令和6年）
  - 5月7日 - 九段第二合同庁舎内（東京都）に出店。これにより、2年ぶりに東京都内に再進出したことになった[18][19]。

## 国内の現行店舗
公式ホームページ並びにデリバリーサイトを参照

☆=フランチャイズ店舗

★=ゴーストレストランブランド ライセンス締結店、デリバリー＆テイクアウト専門店

### 東京都
- 井の頭公園店 ★[21]

### 大阪府
- 大阪日本橋店 ☆

## 香港の現行店舗
公式ホームページを参照

千源集團有限公司へのライセンス供与による運営
- 旺角（モンコック）店
- 科學園（サイエンスパーク）店

## タイの現行店舗
オンアンドオン社へのライセンス供与による運営
- Chikara Meshi (Thaniya) バンコク店[22][23]

## 過去に存在した店舗
- 門前仲町店（2012年5月開店、2014年8月1日閉店）
- 大井町東口店
- 勝どき店
- 国領店
- 吉祥寺公園口店
- ひばりヶ丘北口店
- 町田店（2014年7月25日閉店）
- 玉川学園前店（2013年10月11日閉店）
- 飯田橋1号店
- 早稲田店
- 西葛西店
- 経堂店（2012年4月開店、2013年11月頃閉店）
- 祖師ヶ谷大蔵店
- 三軒茶屋店
- 野方南口店（2012年2月開店、同年11月23日閉店）
- 蒲田店
- 八王子店
- 西八王子店
- お茶の水店
- 神田南口店
- 赤羽西口店
- 代々木店（2012年10月7日開店、2014年6月30日閉店）
- 新宿西口2号店
- 保谷店
- 神田東口店
- 八重洲2号店（2011年12月開店、2012年9月30日閉店）
- ラパーク瑞江店
- 京成立石店
- 神保町店
- 駒込店（2012年4月開店、2015年1月30日閉店）
- 下北沢店
- 中板橋店
- 練馬店（2014年8月19日閉店）
- 下赤塚店（2012年9月30日閉店）
- 秋津店（2012年7月29日開店、2014年8月18日閉店）
- 竹ノ塚店
- 恵比寿西口店
- 阿佐ヶ谷北口店
- 高円寺北口店
- 本郷三丁目店
- 御徒町2号店
- 池袋西口2号店
- 池袋東口1号店
- 高田馬場1号店（2012年4月開店、2013年3月20日閉店）
- 高田馬場3号店（2012年6月4日開店、2013年1月30日閉店）
- 蔵前店
- 新宿西口3号店
- 高田馬場2号店
- 新宿西口総本店（2012年9月25日開店、2014年11月17日閉店）
- 築地店
- 八重洲北口店（2011年8月開店、2012年11月頃閉店）
- 青山一丁目店
- 目黒1号店
- 原宿1号店
- 目黒2号店
- 八重洲3号店
- 学芸大学前店
- 梅ヶ丘店
- 笹塚店（2011年11月開店、2012年9月30日閉店）
- 渋谷1号店
- 新宿西口4号店
- 新宿5丁目店
- 渋谷2号店
- 渋谷3号店
- 白山店
- 東京スカイツリー店
- 町屋店（2014年8月11日閉店）
- 西日暮里店
- 亀有北口店
- 菊川店
- 金町店（2013年1月18日開店、2014年9月16日閉店）
- 赤坂1号店
- 三田店
- 馬橋店
- 旗の台店
- 江古田南口店（2012年2月21日開店、2013年9月頃閉店）
- 小岩北口店（2014年9月30日閉店）
- 戸越銀座店（2011年10月開店、2012年11月頃閉店）
- 江古田北口店（2011年12月3日開店、2012年9月30日、下赤塚店・笹塚店・八重洲2号店と同時閉店）
- 秋葉原1号店（2013年1月開店、2015年2月27日閉店）
- 日野店
- 大宮東口2号店
- 上尾店
- 北浦和西口店
- 蕨東口店
- 大宮東口店
- 東松山店
- 川越1号店
- 鶴瀬東口店
- 北習志野店
- 海浜幕張店（2020年9月17日閉店）
- 東船橋店
- 南行徳店
- 野田山崎店（2012年12月開店、2014年7月頃閉店）
- 稲毛園生町店
- 松戸店
- 運河店
- 伊奈町店
- 相模原店
- 小田急相模原店
- JR橋本店（2015年4月30日閉店）
- 前橋野中店
- 高崎店（2015年2月13日に閉店）
- 十三店（2013年3月3日開店、同年10月29日閉店）
- 岐阜北方町店
- 宝塚店
- 阪神尼崎店（2013年2月開店、同年10月29日閉店）
- 八尾店
- 門真店
- 茨木豊原町店
- 富田林店
- 柏原店
- 高槻城西店（2014年3月30日閉店）
- 新丸子店
- 綱島店
- 千葉中央店
- 原木中山店
- 伊勢原店
- 平塚店（2014年9月末頃閉店）
- 鶴ヶ峰店
- 川崎東口2号店
- 日吉店
- 横浜鶴屋町店
- 辻堂店
- 江南店
- 中央通り店（2013年7月24日開店、2015年8月31日閉店）
- 柏西口店（2019年10月5日閉店）
- 池袋西口店(2011年6月開店、2020年10月30日閉店)
- 半蔵門店（2011年11月28日開店、2021年4月17日閉店）[24]
- 寺田町店（2019年1月11日開店、2021年4月30日閉店）[13]
- 新宿西口1号店（2022年8月29日閉店）
- 新鎌ヶ谷店（2023年11月4日閉店）

-他、多数

## メニュー

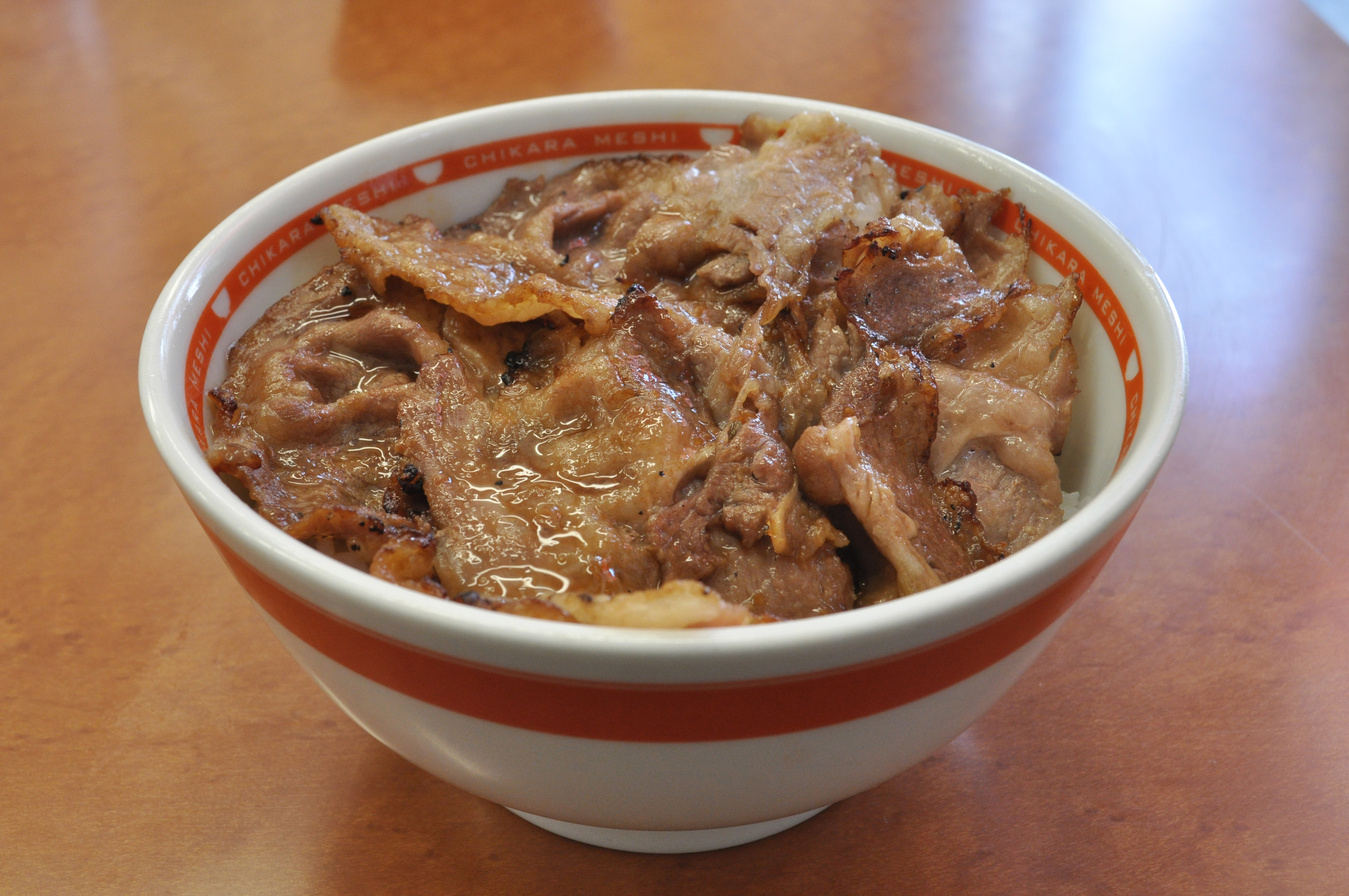
焼き牛丼の並盛り

主力メニューは「焼き牛丼」。他にゴーストレストランブランドを除きカレー、定食類を提供する。従来の牛丼と差別化するため、牛肉を煮るのではなく焼いて提供している。店内食の場合は味噌汁が無料で付く。また、付け合せは従来の牛丼店に多い紅しょうがではなくガリを提供する。また、香辛料として辛味だれ（コチュジャン風味）、七味唐辛子が、飲料はレモン水がカウンターに提供されている（セルフサービス。但し提供していない店舗もある）。牛丼に使用する白米は中国産と国産のブレンドを利用している。
メニューは2023年12月現在、国内1店舗並びゴーストレストラン1店舗すべてが以下の提供形態をとっている。
|                    | 形態                                                                        |
| ------------------ | --------------------------------------------------------------------------- |
| 全実店舗           | 豚丼、唐揚げ、定食、カレーの扱いあり 定食は追加料金無しでご飯のおかわり自由 |
| ゴーストレストラン | 豚丼の扱いあり                                                              |

## 接客
実店舗においては店入り口の近くにある自動券売機で食券を購入するシステムを採用している。
注文を受けてから肉を焼いて提供するため、提供時間は従来の牛丼よりも遅く、通常時で3分から5分程度かかっている。なお、SANKO MARKETING FOODSの株主優待券は利用できない。
オーダーを受ける時の掛け声は、一般的な牛丼店の｢（商品名）一丁｣等ではなく、「チカラめし入ります」で統一されている。